# Epifanieklooster
Het Epifanieklooster (Russisch: Богоявленский монастырь) of Driekoningenklooster is een Russisch-orthodox klooster voor mannen in Moskou. Het is gelegen in de wijk Kitajgorod, op 5 minuten loopafstand van het Kremlin. Het klooster is een van de oudste kloosters in Moskou en werd gesticht door prins Daniël in het jaar 1296.

## Geschiedenis
Tijdens de stichting van het klooster lag het bouwgebied aan de rand van Moskou. Van het oude klooster is niets meer over. De eerste stenen kerk werd opgericht in 1342. Het roerige verleden van Rusland zorgde ervoor dat ook dit klooster overspoeld werd met rampen. Reeds in 1382 werd het klooster geplunderd door troepen van Tochtamysj. In 1427 trof een uitbraak van de pest het klooster. En het klooster overleefde talrijke branden, de grootste gedocumenteerde branden vonden plaats in de jaren 1547, 1551, 1687 en 1737.
De huidige Epifaniekathedraal werd gewijd in 1696 en is tegenwoordig het oudste gebouw van het complex. Het betreft een uitmuntend voorbeeld van Moskouse barok. Enkele middeleeuwse graven werden in het gebouw opgenomen. In de jaren 1690 werden cellen voor monniken gebouwd en een woning voor de abt, welke in de jaren 80 van de 19e eeuw werd herbouwd. In 1739 werden een klokkentoren en een kerk gewijd aan de heiligen Boris en Gleb toegevoegd aan het complex (deze kerk werd later gewijd aan Johannes de Doper).
In 1764 werd het onroerende goed van het klooster geconfisqueerd, voortaan zou het klooster zelden meer dan 17 monniken huisvesten. In 1788 werd het Epifanieklooster de residentie van de vicaris van het bisdom Moskou, terwijl de gebouwen om het klooster werden verhuurd aan handelaren in manufacturen.

## Sluiting
Na de revolutie werd het Epifanieklooster gesloten. Tijdelijk werden de kerken van het klooster als parochiekerk gebruikt. In 1925 werden de klokkentoren en de Kerk van de heilige Johannes de Doper gesloopt. In 1929 werd de laatste eredienst toegestaan in de kathedraal. Vervolgens werd het kloostercomplex veranderd in een campus voor studenten en arbeiders. In 1940 wordt op het grondgebied van het klooster een kantoor van vier verdiepingen gebouwd. De kathedraal, de cellen van de monniken en het woonhuis van de abt zouden de enige gebouwen zijn die de atheïstische staat zouden overleven.

## Heropening
In 1991 werden de gebouwen gerenoveerd en overgedragen aan de Russisch-orthodoxe Kerk.

## Kerken
- Epifaniekathedraal (1693-1696)
- Johannes de Doperkerk (bouwjaar 1739-1742, gesloopt in 1925)

## Externe links

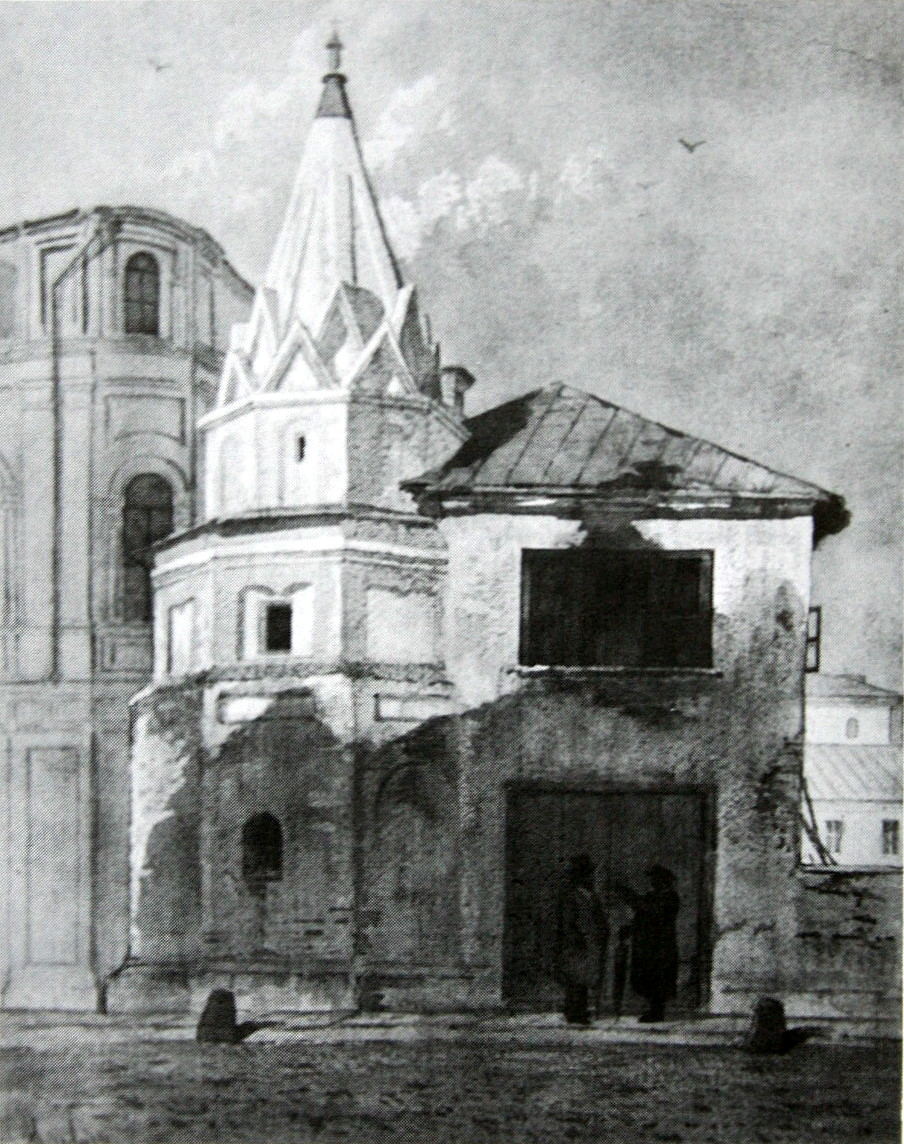
17e-eeuwse vestingtoren van ommuring, foto 1871
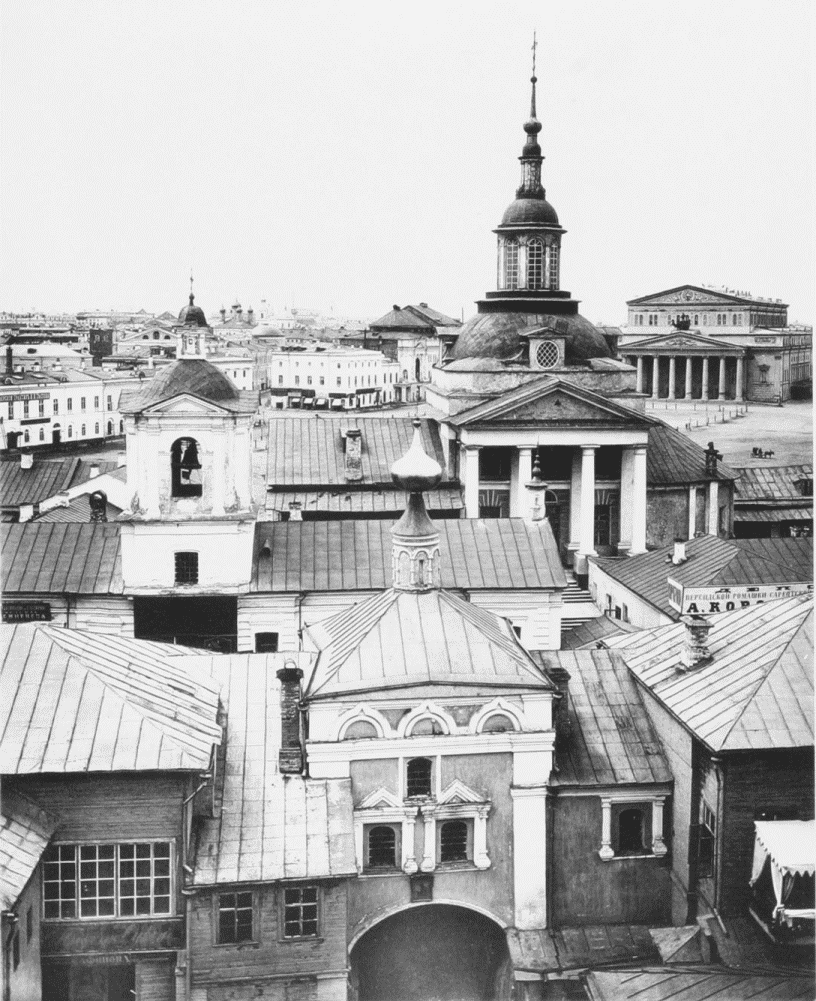
Op voorgrond poortkerk St. Johannes de Doper
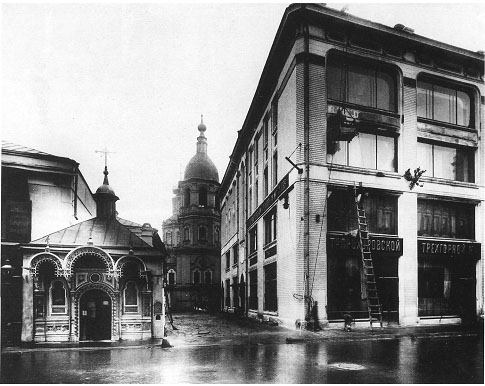
Kloosterkapel Athos, gesloopt in 1929